# Arthur Rosenkampff
Arthur Rosenkampff (Nueva York, Estados Unidos, 3 de noviembre de 1884-Newark (Nueva Jersey), 6 de noviembre de 1952) fue un gimnasta artístico estadounidense, subcampeón olímpico en San Luis 1904 en el concurso por equipos.

## Carrera deportiva
En los JJ. OO. celebrados en San Luis (Misuri) en 1904 gana la medalla de plata en equipos, perteneciendo él al equipo de Nueva York, quedando en el podio tras el de Filadelfia (oro) y por delante del de Chicago (bronce), y siendo sus compañeros: John Bissinger, Emil Beyer, Julian Schmitz, Otto Steffen y Max Wolf.